# Zapasy na Letnich Igrzyskach Olimpijskich 2004 – kategoria do 96 kg w stylu wolnym
Rywalizacja w wadze do 96 kg mężczyzn w zapasach w stylu wolnym na Letnich Igrzyskach Olimpijskich 2004 została rozegrana 28 i 29 sierpnia. Zawody odbyły się w hali Ano Liosia Olympic Hall w Ano Liosia.
W zawodach wzięło udział 21 zawodników.

## Klasyfikacja[1]
| Pozycja | Nazwisko                | Kraj              |
| ------- | ----------------------- | ----------------- |
|         | Chadżymurat Gacałow     | Rosja             |
|         | Magomied Ibragimow      | Uzbekistan        |
|         | Ali Reza Hejdari        | Iran              |
| 4       | Daniel Cormier          | Stany Zjednoczone |
| 5       | Rustam Agajew           | Azerbejdżan       |
| 6       | Wang Yuanyuan           | Chiny             |
| 7       | Aleksandr Szemarow      | Białoruś          |
| 8       | Eldar Kurtanidze        | Gruzja            |
| 9       | Fatih Çakıroğlu         | Turcja            |
| 10      | Isłam Bajramukow        | Kazachstan        |
| 11      | Bartłomiej Bartnicki    | Polska            |
| 12      | Peter Pecha             | Słowacja          |
| 13      | Aleksandros Laliotis    | Grecja            |
| 14      | Wadym Tasojew           | Ukraina           |
| 15      | Aleksiej Krupniakow     | Kirgistan         |
| 16      | Rolf Scherrer           | Szwajcaria        |
| 17      | Krasimir Koczew         | Bułgaria          |
| 18      | Nico Jacobs             | Namibia           |
| 19      | Radovan Valach          | Austria           |
| 20      | Antoine Jaoude          | Brazylia          |
| 21      | Tüwszintörijn Enchtujaa | Mongolia          |

## Zasady
Uczestnicy zostali podzielni na grupy. Najlepszy zawodnik awansował do dalszej rywalizacji w rundzie finałowej.
- TF – Łopatki
- PP – Na punkty (Pokonany zdobył punkty)
- PO – Na punkty (Pokonany bez punktów)
- ST – Przewaga (10 punktów różnicy, przewaga techniczna)
- CP – Punkty
- TP – Punkty techniczne/Czas

## Wyniki[2]

### Grupa 1
| Miejsce | Zawodnik             | Kraj     | W | P | CP | TP |
| ------- | -------------------- | -------- | - | - | -- | -- |
| 1       | Wang Yuanyuan        | Chiny    | 1 | 1 | 4  | 5  |
| 2       | Peter Pecha          | Słowacja | 1 | 1 | 4  | 5  |
| 3       | Aleksandros Laliotis | Grecja   | 1 | 1 | 4  | 4  |

| Zapaśnik 1           | Zapaśnik 2           | CP  |    | TP  |
| -------------------- | -------------------- | --- | -- | --- |
| Wang Yuanyuan        | Aleksandros Laliotis | 1-3 | PP | 2-3 |
| Peter Pecha          | Wang Yuanyuan        | 1-3 | PP | 1-3 |
| Aleksandros Laliotis | Peter Pecha          | 1-3 | PP | 1-4 |

### Grupa 2
| Miejsce | Zawodnik            | Kraj       | W | P | CP | TP |
| ------- | ------------------- | ---------- | - | - | -- | -- |
| 1       | Magomied Ibragimow  | Uzbekistan | 2 | 0 | 6  | 7  |
| 2       | Aleksiej Krupniakow | Kirgistan  | 1 | 1 | 3  | 3  |
| 3       | Krasimir Koczew     | Bułgaria   | 0 | 2 | 1  | 2  |

| Zapaśnik 1          | Zapaśnik 2          | CP  |    | TP  |
| ------------------- | ------------------- | --- | -- | --- |
| Aleksiej Krupniakow | Magomied Ibragimow  | 0-3 | PO | 0-3 |
| Krasimir Koczew     | Aleksiej Krupniakow | 1-3 | PP | 2-3 |
| Magomied Ibragimow  | Krasimir Koczew     | 3-0 | PO | 4-0 |

### Grupa 3
| Miejsce | Zawodnik         | Kraj        | W | P | CP | TP |
| ------- | ---------------- | ----------- | - | - | -- | -- |
| 1       | Rustam Agajew    | Azerbejdżan | 2 | 0 | 7  | 18 |
| 2       | Isłam Bajramukow | Kazachstan  | 1 | 1 | 4  | 9  |
| 3       | Nico Jacobs      | Namibia     | 0 | 2 | 2  | 1  |

| Zapaśnik 1       | Zapaśnik 2       | CP  |    | TP   |
| ---------------- | ---------------- | --- | -- | ---- |
| Rustam Agajew    | Isłam Bajramukow | 3-1 | PP | 7-2  |
| Nico Jacobs      | Rustam Agajew    | 0-4 | ST | 0-11 |
| Isłam Bajramukow | Nico Jacobs      | 3-1 | PP | 7-1  |

### Grupa 4
| Miejsce | Zawodnik         | Kraj     | W | P | CP | TP |
| ------- | ---------------- | -------- | - | - | -- | -- |
| 1       | Ali Reza Hejdari | Iran     | 2 | 0 | 7  | 13 |
| 2       | Eldar Kurtanidze | Gruzja   | 1 | 1 | 5  | 8  |
| 3       | Antoine Jaoude   | Brazylia | 0 | 2 | 0  | 0  |

| Zapaśnik 1       | Zapaśnik 2       | CP  |    | TP   |
| ---------------- | ---------------- | --- | -- | ---- |
| Eldar Kurtanidze | Ali Reza Hejdari | 1-3 | PP | 2-3  |
| Antoine Jaoude   | Eldar Kurtanidze | 0-4 | TF | 1:49 |
| Ali Reza Hejdari | Antoine Jaoude   | 4-0 | ST | 10-0 |

### Grupa 5
| Miejsce | Zawodnik            | Kraj       | W | P | CP | TP |
| ------- | ------------------- | ---------- | - | - | -- | -- |
| 1       | Chadżymurat Gacałow | Rosja      | 2 | 0 | 6  | 6  |
| 2       | Wadym Tasojew       | Ukraina    | 1 | 1 | 3  | 6  |
| 3       | Rolf Scherrer       | Szwajcaria | 0 | 2 | 2  | 2  |

| Zapaśnik 1          | Zapaśnik 2          | CP  |    | TP  |
| ------------------- | ------------------- | --- | -- | --- |
| Rolf Scherrer       | Wadym Tasojew       | 1-3 | PP | 1-6 |
| Chadżymurat Gacałow | Rolf Scherrer       | 3-1 | PP | 3-1 |
| Wadym Tasojew       | Chadżymurat Gacałow | 0-3 | PO | 0-3 |

### Grupa 6
| Miejsce | Zawodnik                | Kraj     | W | P | CP | TP |
| ------- | ----------------------- | -------- | - | - | -- | -- |
| 1       | Aleksandr Szemarow      | Białoruś | 2 | 0 | 6  | 8  |
| 2       | Fatih Çakıroğlu         | Turcja   | 1 | 1 | 5  | 5  |
| 3       | Tüwszintörijn Enchtujaa | Mongolia | 0 | 2 | 0  | 0  |

| Zapaśnik 1              | Zapaśnik 2              | CP  |    | TP   |
| ----------------------- | ----------------------- | --- | -- | ---- |
| Fatih Çakıroğlu         | Tüwszintörijn Enchtujaa | 4-0 | TF | 3:15 |
| Aleksandr Szemarow      | Fatih Çakıroğlu         | 3-1 | PP | 3-1  |
| Tüwszintörijn Enchtujaa | Aleksandr Szemarow      | 0-3 | PO | 0-5  |

### Grupa 7
| Miejsce | Zawodnik             | Kraj              | W | P | CP | TP |
| ------- | -------------------- | ----------------- | - | - | -- | -- |
| 1       | Daniel Cormier       | Stany Zjednoczone | 2 | 0 | 6  | 19 |
| 2       | Bartłomiej Bartnicki | Polska            | 1 | 1 | 4  | 5  |
| 3       | Radovan Valach       | Austria           | 0 | 2 | 1  | 1  |

| Zapaśnik 1           | Zapaśnik 2           | CP  |    | TP   |
| -------------------- | -------------------- | --- | -- | ---- |
| Radovan Valach       | Daniel Cormier       | 0-3 | PO | 0-9  |
| Bartłomiej Bartnicki | Radovan Valach       | 3-1 | PP | 4-1  |
| Daniel Cormier       | Bartłomiej Bartnicki | 3-1 | PP | 10-1 |

### Runda finałowa[3]
|  | Ćwierćfinały        | Ćwierćfinały        | Ćwierćfinały |  |  | Półfinały           | Półfinały           | Półfinały           |   |                    | Finał                 | Finał                 | Finał                 |
|  |                     |                     |              |  |  |                     |                     |                     |   |                    |                       |                       |                       |
|  | Wang Yuanyuan       | Wang Yuanyuan       | 1            |  |  |                     |                     |                     |   |                    |                       |                       |                       |
|  | Magomied Ibragimow  | Magomied Ibragimow  | 4            |  |  | Magomied Ibragimow  | Magomied Ibragimow  | 6                   |   |                    |                       |                       |                       |
|  | Rustam Agajew       | Rustam Agajew       | 0            |  |  | Ali Reza Hejdari    | Ali Reza Hejdari    | 4                   |   |                    |                       |                       |                       |
|  | Ali Reza Hejdari    | Ali Reza Hejdari    | 5            |  |  |                     |                     |                     |   | Magomied Ibragimow | Magomied Ibragimow    | 1                     |                       |
|  | Chadżymurat Gacałow | Chadżymurat Gacałow | 3            |  |  |                     | Chadżymurat Gacałow | Chadżymurat Gacałow | 4 |                    |                       |                       |                       |
|  | Aleksandr Szemarow  | Aleksandr Szemarow  | 0            |  |  | Chadżymurat Gacałow | Chadżymurat Gacałow | 5                   |   |                    |                       |                       |                       |
|  |                     |                     |              |  |  | Daniel Cormier      | Daniel Cormier      | 0                   |   |                    | Walka o brązowy medal | Walka o brązowy medal | Walka o brązowy medal |
|  |                     |                     |              |  |  |                     |                     |                     |   |                    |                       |                       |                       |
|  |                     |                     |              |  |  |                     |                     |                     |   |                    | Ali Reza Hejdari      | Ali Reza Hejdari      | 3                     |
|  |                     |                     |              |  |  |                     |                     |                     |   |                    | Daniel Cormier        | Daniel Cormier        | 2                     |

|  |               |               |    |
|  | o 5 miejsce   |               |    |
|  |               |               |    |
|  |               |               |    |
|  |               |               |    |
|  | Wang Yuanyuan |               |    |
|  |               |               |    |
|  | Rustam Agajew | Rustam Agajew | TF |
|  | Rustam Agajew | Rustam Agajew | TF |
|  |               |               |    |